# Lou Carnesecca
Luigi P. Carnesecca, detto Lou (New York, 5 gennaio 1925 – New York, 30 novembre 2024), è stato un allenatore di pallacanestro e dirigente sportivo statunitense di origine italiana attivo sia nella NCAA che nella ABA e membro del Naismith Memorial Basketball Hall of Fame dal 1992.

## Statistiche

### Allenatore

#### ABA
| Stagione | Squadra      | Regular season | Regular season | Regular season | Regular season | Regular season            | Post Season                                               |
| Stagione | Squadra      | V              | P              | % V            | G              | Posizione finale          | Post Season                                               |
| -------- | ------------ | -------------- | -------------- | -------------- | -------------- | ------------------------- | --------------------------------------------------------- |
| 1970-71  | N.Y. Nets    | 40             | 44             | 47,6           | 84             | 3º nella Eastern Division | Sconfitto alle Semifinali di Division dagli Squires (2-4) |
| 1971-72  | N.Y. Nets    | 44             | 40             | 52,4           | 84             | 3º nella Eastern Division | Sconfitto alle Finali ABA dai Pacers (2-4)                |
| 1972-73  | N.Y. Nets    | 30             | 54             | 35,7           | 84             | 4º nella Eastern Division | Sconfitto alle Semifinali di Division dai Cougars (1-4)   |
|          | Carriera ABA | 114            | 138            | 45,2           | 252            |                           |                                                           |

## Palmarès
- Campione NIT (1989)
- 2 Henry Iba Award (1983, 1985)